# Testosterone (film)
Testosterone è un film del 2003 diretto da David Moreton, tratto dall'omonimo romanzo di James Robert Baker.

## Trama
Dean è un problematico e depresso uomo gay con il blocco dello scrittore, che sta cercando di realizzare un nuovo romanzo dopo il successo di Ero un giovane freak di successo. Pressato dai fans e soprattutto dalla sua editrice, Louise, l'uomo non riesce a concentrarsi, perché i suoi pensieri si concentrano prevalentemente su Pablo, il suo amante argentino che una sera uscì per comprare le sigarette e non fece più ritorno.